# Comité international des femmes pour la paix permanente
Le Comité international des femmes pour la paix permanente est un mouvement pacifiste et féministe créé en avril 1915 à La Haye. En 1919, il devient la Ligue internationale des femmes pour la paix et la liberté.

## Création du comité
En avril 1915, se tient à La Haye le Congrès international des femmes. Il est organisé par Jane Addams et des associations féministes des États-Unis et des Pays-Bas. Ce congrès rassemble 1 000 femmes. Il est une scission du mouvement féministe international. La revendication majeure du mouvement féministe international avant la Première Guerre mondiale est le droit de vote pour les femmes. En 1914, de nombreux mouvements féministes font le choix de soutenir leur gouvernement national dans l'espoir que la participation des femmes à l'effort de guerre leur donnera le droit de vote.
Un certain nombre de féministes s'y opposent et proposent de créer un mouvement de femmes pour instaurer la paix. Le Comité international des femmes pour une paix permanente est créé le 1er mai 1915. L'Américaine Jane Addams préside le comité. La Néerlandaise Aletta Jacobs est vice-présidente. La Hongroise Rosika Schwimmer est seconde vice-présidente. L'Écossaise Chrystal Macmillan, avec la Néerlandaise Rosa Manus, assurent le secrétariat. Le siège social est établi à Amsterdam. Les membres du comité se rendent dans les différents pays pour plaider en faveur de la paix. Elles rencontrent les Premiers ministres ou les ministres des Affaires étrangères. Jane Addams, Rosa Genoni et Aletta Jacobs se déplacent en Autriche-Hongrie, Belgique, Grande-Bretagne, France, Allemagne, Italie et en Suisse. Rosika Schwimmer, Emily Greene Balch, Chrystal Macmillan et Cornelia Ramondt-Hirschmann (en) se chargent de rencontrer les représentants de la Russie et des pays scandinaves. Jane Addams est convaincue que le président Woodrow Wilson maintiendra les États-Unis hors de la guerre. En 1917, les États-Unis entrent en guerre. Le comité a échoué dans sa mission de promotion de la paix. Il s'agit du premier mouvement international de femmes pour la paix.
Après la guerre, en 1919, le Comité devient la Ligue internationale des femmes pour la paix et la liberté.

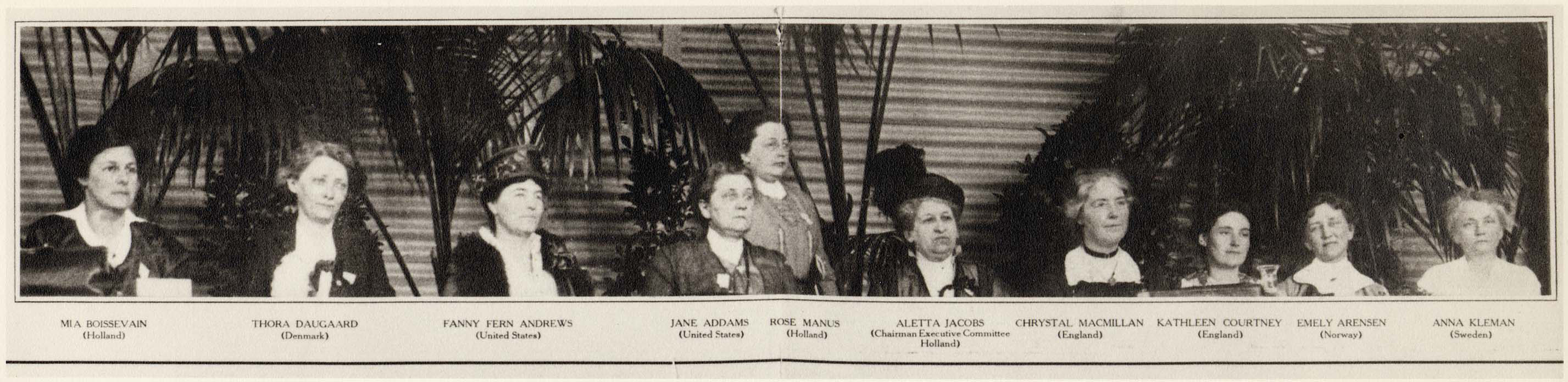
Tribune du congrès de La Haye, en 1915.

## Section française
En France, la Ligue française pour le droit des femmes, animée par Maria Vérone adhère à l’Union sacrée et refuse de participer au congrès international des femmes de La Haye.
Jeanne Halbwachs et Gabrielle Duchêne soutiennent la tenue du Congrès international des femmes. Elles n'y participent pas mais envoient leur adhésion. Elles créent la section française du Comité international des femmes pour la paix permanente.
Le section française est composé de Jeanne Halbwachs, Gabrielle Duchêne, Séverine, Madeleine Rolland, Marthe Bigot et Marguerite Rosmer.
La section française se réunit au siège de l’Office du travail féminin à domicile, fondée par Gabrielle Duchêne, au 32 rue Fondary dans le 15e arrondissement de Paris. La section prend le non de Comité de la rue Fondary. Le groupe cherche à développer des actions pacifistes. En septembre 1915, le philosophe Michel Alexandre, proche du philosophe Alain, rédige un texte. Jeanne Halbwachs retravaille ce texte. Il devient la brochure Un devoir urgent pour les femmes. En novembre 1915, la brochure est imprimée à 10 000 exemplaires sans avoir été soumise à la censure. Elle est distribuée par la poste à des membres femmes de l’enseignement et des postes. Elle déclenche le scandale dit de la rue Fondary. La presse en parle. La justice militaire se saisit de l’affaire. Gabrielle Duchêne et Jeanne Halbwachs sont interrogées.
Hélène Brion, institutrice fait signer des pétitions : « Assez d'hommes tués. La Paix ». À son procès en conseil de guerre, pour défaitisme, début 1918, elle déclare : « Je suis ennemie de la guerre parce que féministe ».

## Section norvégienne
Louise Keilhau fonde le Norwegian Committee for Permanent Peace, section norvégienne du comité.

## Publication
- Section française du Comité, « Un devoir urgent pour les femmes », tract,‎ septembre 1915 (lire en ligne)